# Lisotrigona
Lisotrigona is een geslacht van vliesvleugeligen uit de familie Halictidae. De wetenschappelijke naam van dit geslacht van bijen is voor het eerst gepubliceerd door J.S. Moure in 1961. Moure duidde als typesoort aan Melipona cacciae Nurse, 1907. 

## Soorten
- Lisotrigona cacciae (Nurse, 1907)
- Lisotrigona furva Engel, 2000
- Lisotrigona scintillans (Cockerell, 1920)
- Lisotrigona mohandasi Jobiraj & Narendran, 2004
- Lisotrigona carpenteri Engel, 2000